# Cassida margaritacea
Cassida margaritacea — жук подсемейства щитоносок из семейства листоедов.

## Распространение
Встречается в Европе и на Кавказе.

## Экология и местообитания
Кормовые растения — гвоздичные (Caryophyllaceae): мыльнянка лекарственная (Saponaria officinalis), Silene inflata, смолёвка белая (Silene latifolia), смолёвка обыкновенная (Silene vulgaris) и торица полевая (Spergula arvensis); кормовые растения только для имегональной стадии — астровые (Asteraceae): Antennaria margaritacea, вариетет василька чёрного (Centaurea nigra var. nemoralis), василёк шероховатый (Centaurea scabiosa), василёк синий (Centaurea cyanus), Centaurea stenolepis и бессмертник песчаный (Helichrysum arenarium).